# Народная медицина

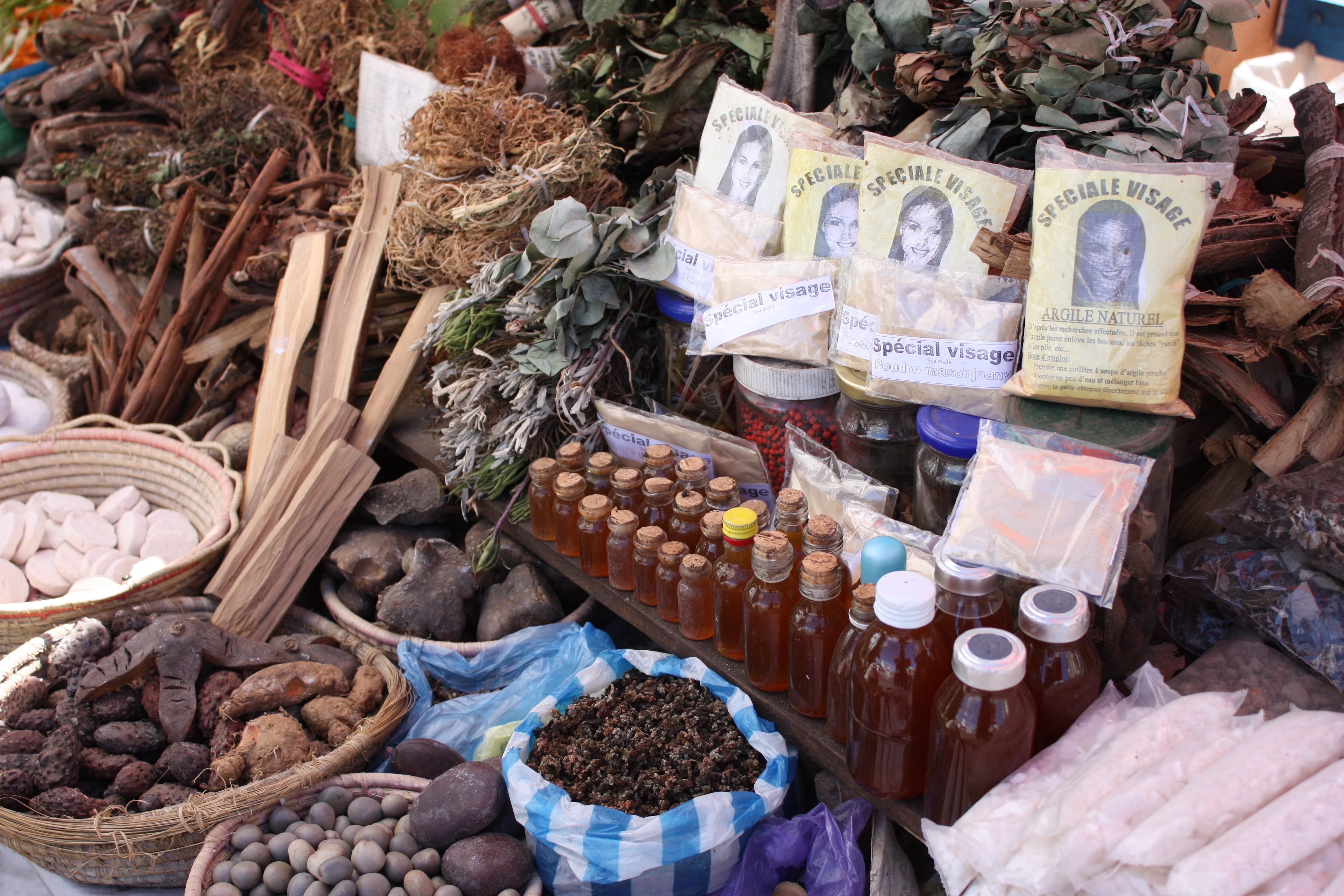
Препараты традиционной медицины на рынке в Антананариву, Мадагаскар

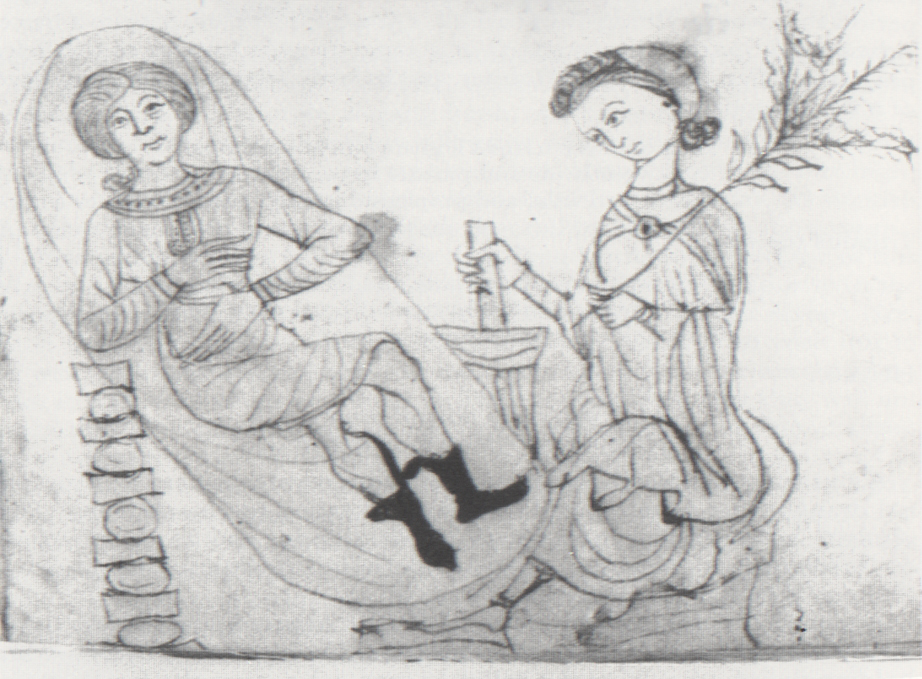
Рисунок из трактата Псевдо-Апулея «Herbarium», XIII век

Народная медицина, народное врачевание, народное целительство — комплекс накопленных народом и передаваемых из поколения в поколение эмпирических знаний, используемых для диагностики и лечения болезней. Часть методов народной медицины, для которых доказывается эффективность и безопасность, могут перениматься современной медициной. Народная медицина также может включать элементы магии, эзотерики и «альтернативные» — часто неэффективные, или даже опасные методы лечения.
Помимо термина народная медицина, в том же значении иногда встречается традиционная медицина — термин, относимый Всемирной организации здравоохранения к таким направлениям как: китайская медицина, индийская аюрведа, арабская медицина унани и другие формы медицины коренных народов. В странах, где традиционная медицина не включена в национальную систему здравоохранения, она часто называется дополнительной медициной, альтернативной медициной или нетрадиционной медициной. Таким образом, медицины традиционная и нетрадиционная парадоксально обозначают одно и то же — альтернативы конвенциональной медицины.

## История

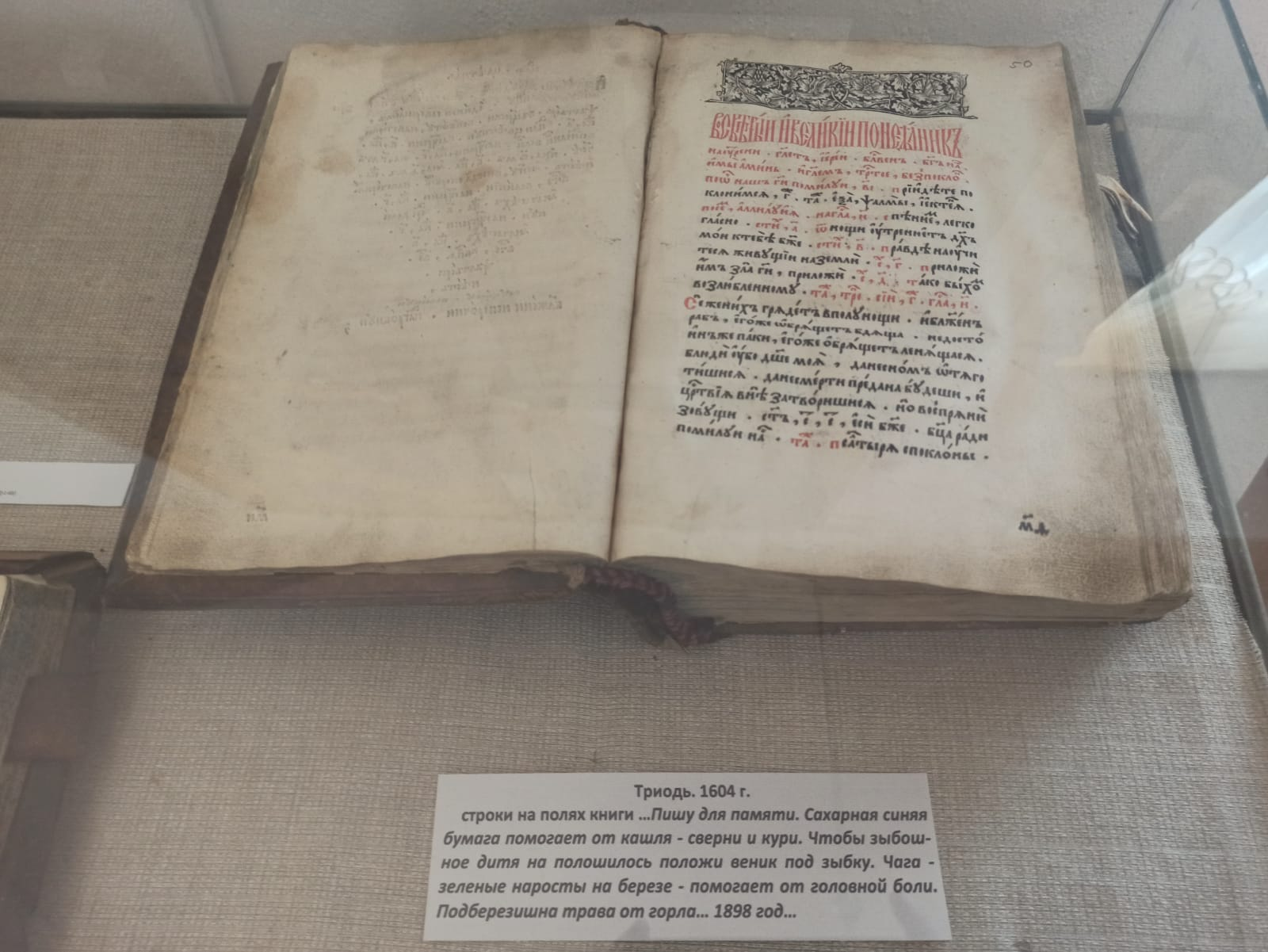
Триодь, 1604. На полях запись народно-медицинского характера, 1898

До конца XVIII века народная медицина не отделялась от общепринятой медицины, что ярко показывает книга базельского врача Теодора Цвингера «Sicherer und geschwinder Arzt, oder vollständiges Arznenbuch» (1684). Она базировалась в основном на постулатах Гиппократа и других древних врачей о «соотношении соков организма».
Термин «народная медицина» появился во врачебных трудах немецких учёных в первой половине XIX века и описывал тогда весь образ действий населения по отношению к своему здоровью, куда включалось, таким образом, не только знахарство, основанное на магии и натуропатии, но также гигиена и использование населением медицины, в том числе традиционной врачебной медицины. Таким образом, этот термин включал в себя едва обозримое многообразие преобладающих в народе представлений о болезнях и способах их лечения. Врачи в этот период, тем не менее, не отказывались от того, чтобы разоблачать медицинские представления населения. То же самое делал Иеремия Готхельф в своём романе «Wie Anne Bäbi Jowäger haushaltet und wie es ihm mit dem Dokteren geht» (1843—1844).
В конце XIX века в странах, развивавших научный, доказательный подход к медицинским методам, взяло верх понимание термина, широко распространившееся к концу XX века — под «народной медициной» стало пониматься главным образом иррациональное, основанное на традиции знахарство в противовес классической врачебной медицине. Понятия «народная медицина» и «медицинские суеверия» часто стали использоваться как синонимичные.
Сведения, накопленные народной медициной, отражены в произведениях крупнейших врачей Древнего мира — Сушруты, Гиппократа и Галена, А.Цельса, а в последующем — в трудах Ибн Сины. Особенности народной медицины народов России изучали участники научных экспедиций в конце XVIII века П. С. Паллас, В. Ф. Зуев, И. Гмелин , С. П. Крашенинников, И. И. Лепёхин и другие. В XIX веке основатели российской клинической медицины М. Я. Мудров, Н. И. Пирогов, С. П. Боткин, Г. А. Захарьин и другие применяли в своей практике отдельные приёмы и лекарства, используемые народной медициной.
Научная медицина продолжает проверять и перенимать реально работающие методы народной медицины. Так, после многолетнего (с 1969 г.) исследования более двух тысяч растительных препаратов китайской народной медицины коллектив во главе с Ту Юю создал лекарство от малярии, выделив действующее вещество артемизинин из однолетней полыни лат. Artemesia annua. (За создание этого лекарства в 2015 году она получила Нобелевскую премию).

### В СССР и постсоветской России
В ранний советский период (1926—1970 годы) сведения о народной медицине публиковал только журнал «Советская этнография». Причём народную медицину в журнале обособленно не выделяли, а писали о ней как об одном из аспектов жизни коренных народов. Также в журнале была рубрика «Из истории науки», где публиковались более ранние описания (начиная с XVI века) жизни народов, включая сведения об их традиционном лечении.
Древняя «традиционно-письменная» народная медицина есть у китайцев, индийцев (аюрведа, йога, Сиддха), иранцев (унани), но у восточных славян с практикой устной народной медицины после появления письменности не возникли свои варианты традиционно-письменной медицины. Поэтому «народные целители» кроме «традиционно-устных» практик стали заимствовать идеи для своих «традиционно-письменных» лечебных методов у китайской, индийской медицины, «вспомнили» шаманские обряды коренных народов севера, тибето-бурятскую медицину (на основе трактата Джуд-ши), заимствовали западные психологические нью-эйджевские практики. В 1990-х появились также последователи иностранных неорелигиозных и неоязыческих движений, парапсихологических концепций, практик гипноза. Конкуренцию «народным целителям» в области психики и психосоматики стали составлять ранее практически отсутствовавшие психотерапевты и психоневрологи западных направлений (психоанализ Фрейда, аналитическая психология Юнга). Стали активно применяться гирудотерапия, остеопатия, ароматерапия.
В 1980—1990-х годах в связи с ростом популярности народной медицины и снижением популярности официальной научной медицины (по причинам связанным с перестройкой, инфляцией, проблемам с финансированием, «пандемией» магифрении и т. д.) стали появляться общественные организации различных «народных целителей». Такие общественные объединения облегчали народным «врачевателям» задачу по легализации своей деятельности — такая возможность у них появилась в 1993 году с выходом закона № 5487-1 «Об охране здоровья».
20 декабря 1990 года была создана общественная организация «Общероссийская профессиональная медицинская ассоциация специалистов традиционной народной медицины и целителей». Ассоциация проводит форумы и конференции по народной медицине и целительству, организует обучение и аттестацию целителей и специалистов по народной медицине.
В 1991 году создан НИИ традиционных методов лечения (позже «Научно-практический центр традиционной медицины и гомеопатии», затем «Федеральный научный клинико-экспериментальный центр традиционных методов диагностики»).
Эти и другие общественные организации присваивают «народным целителям» различные «ученые звания»: «профессор народной медицины», «академик энергоинформационных наук» и одновременно выдают им «официальные бумаги», подтверждающие эти звания.
Принятию закона о народной медицине в России также способствовали инициативы ВОЗ 1977 года по принятию стратегии в области народной медицины.
В российском законе 1993 года говорилось о двух категориях: «Целителях и практиках нетрадиционной медицины». «Целители» должны лечить с помощью лекарственных трав, насекомых, советов по питанию и образу жизни. «Практики» должны были лечить с помощью советов по поведению и питанию, молитв, внушения (гипноза) и с помощью некой «коррекции биоэнергетических полей». Конечно, после выхода этот закон вызвал критику со стороны официальной научной медицины и учёных, из за того, что «целители» без медицинского образования теперь могли «лечить» вполне легально. В 2011 году к неоднозначному закону добавили ещё статью 50 «народная медицина», где попытались отделить лекарские магико-медицинские практики от духовных магико-мистических практик. Однако в «народной медицине» этнические лекарские практики неразрывно связаны с обрядами духовного исцеления, поэтому эта статья закона также довольно противоречива.
Таким образом, в России занятия «народным целительством» законодательно разрешено и соответствующая профессия внесена в классификатор профессий, но законодательство требует от целителя наличия медицинского образования. Однако, согласно проведённому в 2007 году исследованию РАМН, в России у 95 % людей, оказывающих услуги народных целителей, отсутствует медицинское образование, а более 40 % из них нуждаются в лечении психических отклонений.
Этнологи выделяют три причины решения заняться деятельность народного целителя.
1. Изначальная включенность в целительскую традицию благодаря месту проживания или родственным связям. В этом случае наследуются имеющиеся приемы и навыки, а получение дополнительного образования и государственной регистрации часто связаны с расширением профессиональной деятельности и необходимостью её легализации.
2. Резкая смена мировоззрения, произошедшая в результате психологической или физической травмы, возникшее ощущение появления необычных способностей. На основе этого переживания создается собственная оздоровительно-мировоззренческая система, из других заимствуются только методы, согласующиеся с собственными концепциями целителя.
3. Собственное оздоровление и создание на этой основе оздоровительной системы.

## Критика
Всемирная организация здравоохранения в настоящее время не рекомендует использование «альтернативной медицины» и работает в направлении продвижения доказательного подхода при оценке безопасности, эффективности и качества тех или иных методов народной медицины.

### Безопасность
Более чем в 130 странах существуют акты, регулирующие деятельность народных целителей, связанных с рисками, возникающими при использовании их методов. Среди обывателей распространено мнение, что лекарства, изготовленные из натуральных компонентов более безопасны, однако это не всегда так. Кроме того, многие методы народной медицины включают в себя практики, эффективность которых не доказана, или даже доказано, что они могут только усугубить течение болезни. К примеру, многие препараты, использующиеся в аюрведе содержат тяжёлые металлы, опасные для здоровья человека. В некоторых случаях предоставление услуг народной медицины может быть уголовно наказуемым деянием.

### Истребление исчезающих видов

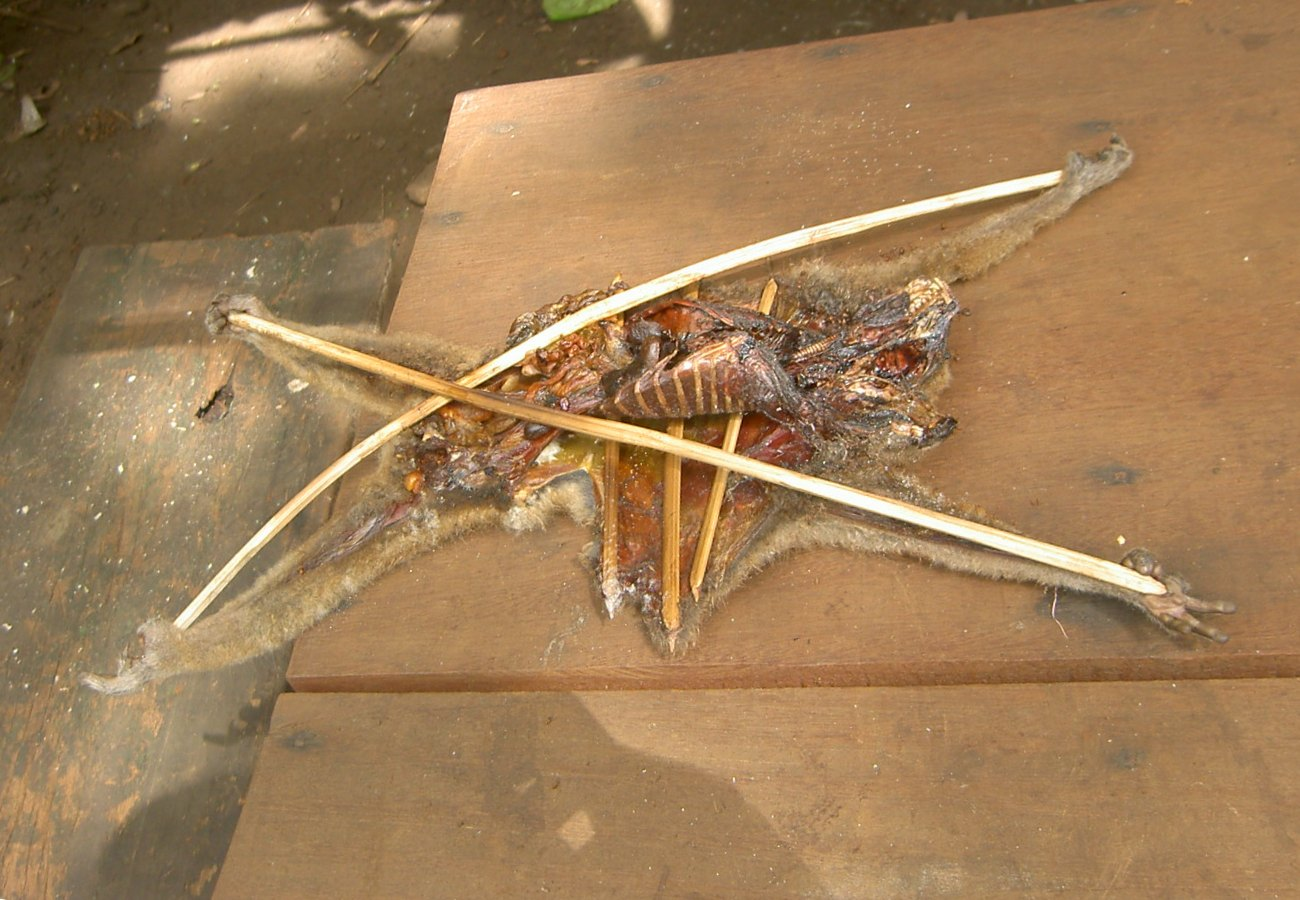
Толстые лори используются для изготовления средств народной медицины в Юго-Восточной Азии

В части практик народной медицины используются препараты, изготовленные из редких и исчезающих видов. Среди них: толстые лори, плавники некоторых видов акул, рога носорогов, части тел амурских тигров и т. д. В развивающихся странах распространено браконьерство, специализированное на добыче животных и растений, используемых в народной медицине.

## Правовое регулирование в России
1993 г. — приняты «Основы законодательства РФ об охране здоровья граждан» с 57 статьёй «Право на занятие народной медициной (целительством)». Профессия «народный целитель» внесена в реестр профессий и является официальным названием для этого рода деятельности.
1993—1994 гг. — создана система лицензирования традиционной медицинской деятельности.
В настоящее время занятия народной медициной в России регулирует Федеральный закон «Об основах охраны здоровья граждан в Российской Федерации» (статья 50). Народному целителю для официальной деятельности необходимо как получение обязательного медицинского и специального образования, так и регистрация в государственных органах. Порядок выдачи разрешений определяют подзаконные акты, в частности, регламенты субъектов Российской Федерации.
В некоторых регионах действуют локальные законодательные и/или подзаконные акты. Так, в Рязанской области в апреле 2014 года и ранее в Омской и Новосибирской областях региональное правительство приняло постановление о порядке занятия народной медициной. Данное регулирование направлено на формализацию этой деятельности, требующей получения разрешения в областном министерстве здравоохранения, ведения документации, аналогичной медицинским картам в медицинских учреждениях, получения письменного согласия на лечение со стороны пациента.